# Bartolomeu Antônio Cordovil
Bartolomeu Antônio Cordovil, (Rio de Janeiro, 1746 — Pirenópolis, 12 de outubro de 1800), era o pseudônimo de Antônio Lopes da Cruz, foi um advogado, professor de latim e poeta.

## Biografia
Filho de Antônio Lopes Palmeiras e de Helena da Cruz Passos. Mudou-se para Goiás na companhia do governador Tristão da Cunha Menezes, no ano de 1783, como professor de latim em Meia Ponte, hoje Pirenópolis.
É considerado o primeiro poeta nas terras goianas. Sua obra máxima é Ditirambo às Ninfas Goianas, escrita em 1800. Deixou também Ditirambo; Epístola; Ode; Proteu e Sonho. Bartolomeu Antônio Cordovil é Patrono da Cadeira nº 27 na Academia Goiana de Letras.